# جزيرة نابويونغو
جزيرة نابويونغو (بالسواحلية: Kisiwa cha Nabuyongo) هي جزيرة صغيرة تقع في بحيرة فيكتوريا بتنزانيا. كانت الجزيرة خلال الحرب العالمية الأولى موقع مواجهة بين البواخر الألمانية والبريطانية التي كانت حينها تجوب البحيرة.